# فیلیپه آدائو
فیلیپه آدائو (به پرتغالی: Felipe Barreto Adão) مهاجم اهل برزیل است که در شهر ریودو ژانیرو و در تاریخ ۲۶ نوامبر ۱۹۸۵ به دنیا آمده‌است.
فیلیپه آدائو در تیم‌های فوتبال Figueirense سابقهٔ حضور دارد.